# Peder Oxe
Peder Oxe till Gisselfeld, född 7 januari 1520, död 24 oktober 1575, var en dansk adelsman i släkten Oxe. Han var brorson till Torben Oxe.

## Biografi
Peder Oxe studerade i utlandet 1532–1537, fick efter hand åtskilliga län i Danmark, förvärvade Gisselfelds gård, där han byggde ett slott och blev riksråd 1552. Han hade åtskilliga godstvister med andra adelsmän. År 1558 blev han ovän med kungen, miste sina län och anklagades för oredig förvaltning, flydde ur landet och fick sina gods indragna. Peder Oxe begav sig då till Kristian II:s dotter Kristina av Lothringen, vid vars hov han intog en bemärkt ställning i de intriger som han bedrev för att återvinna sin faders nordiska länder. Han omhänderhade här flera förhandlingar med till exempel Dithmarschen mot Danmark. Under intryck av nordiska sjuårskrigets motgångar kallade Fredrik II tillbaka Oxe 1566.
Oxe gifte sig i Vallø slott den 14 sep 1567 med Mette Olufsdatter Rosenkrantz, till Vester Vallø och Totterupholm (ca 1533–1588) i hennes andra äktenskap. Samma år återfick han sina gods och utnämndes till rikshovmästare. Som sådan fick han så gott som hela rikets styrelse om hand, organiserade Öresundstullen och flottan och bragte reda i förvaltningen. Han behöll sitt inflytande fram till sin död. Oxe gynnade universitet och skolor och intresserade sig även för andra sidor av den andliga kulturen: han beskyddade till exempel Anders Sørensen Vedel.